# Okręg wyborczy Preston
Okręg wyborczy Preston powstał w 1295 r. i wysyłał do angielskiej, a następnie brytyjskiej Izby Gmin dwóch deputowanych. Obejmował miasto Preston w hrabstwie Lancashire. Został zlikwidowany w 1950 r. Przywrócono go ponownie w 1983 r., jako okręg jednomandatowy.

## Deputowani do brytyjskiej Izby Gmin z okręgu Preston

### Deputowani w latach 1295–1660
- 1559: Roger Alford
- 1559: Richard Cooke
- 1571: Edward Baeshe
- 1572–1581: George Horsey
- 1597–1598: John Stanhope
- 1597–1601: John Brograve
- 1604–1611: Vincent Skinner
- 1604–1611: William Holte
- 1614: Henry Banaster
- 1614–1622: Edward Mosley
- 1621–1622: William Pooley
- 1640–1648: Richard Shuttleworth
- 1640–1642: Thomas Standish
- 1645–1648: William Langton
- 1654–1659: Richard Shuttleworth
- 1659: Richard Standish

### Deputowani w latach 1660–1950
- 1660–1660: Alexander Rigby
- 1660–1660: Richard Standish
- 1660–1661: Edward Fleetwood
- 1660–1681: Edward Rigby
- 1661–1667: Geoffrey Rishton
- 1667–1679: John Otway
- 1679–1679: Robert Carr
- 1679–1681: John Otway
- 1681–1685: Robert Carr
- 1681–1685: Gervase Elwes
- 1685–1685: Thomas Chicheley
- 1685–1689: Edward Fleetwood
- 1685–1689: Andrew Newport
- 1689–1690: James Stanley, lord Stanley
- 1689–1690: Thomas Patten
- 1690–1690: Robert Berty, lord Willougby of Eresby
- 1690–1695: Christopher Greenfield
- 1690–1695: Edward Chisenhall
- 1695–1698: Thomas Stanley
- 1695–1701: Thomas Molyneux
- 1698–1702: Henry Ashhurst
- 1701–1701: Edward Rigby
- 1701–1702: Thomas Molyneux
- 1702–1705: Charles Zedenno Stanley
- 1702–1705: Cyril Wyche
- 1705–1708: Francis Annesley
- 1705–1706: Edward Rigby
- 1706–1710: Arthur Maynwaring
- 1708–1722: Henry Fleetwood
- 1710–1713: Henry Hoghton
- 1713–1715: Edward Southwell
- 1715–1722: Henry Hoghton
- 1722–1732: Daniel Pulteney
- 1722–1727: Thomas Hesketh
- 1727–1741: Henry Hoghton
- 1732–1767: Nicholas Fazackerly
- 1741–1754: James Shuttleworth
- 1754–1768: Edmund Starkie
- 1767–1768: Peter Byrne Leicester
- 1768–1768: Frank Standish
- 1768–1792: John Burgoyne, wigowie
- 1768–1795: Henry Hoghton, torysi
- 1792–1796: William Cunliffe Shawe
- 1795–1802: Henry Philip Hoghton, wigowie
- 1796–1812: Edward Stanley, lord Stanley, wigowie
- 1802–1804: John Horrocks, torysi
- 1804–1826: Samuel Horrocks, torysi
- 1812–1826: Edmund Hornby, wigowie
- 1826–1830: Edward Stanley, lord Stanley, wigowie
- 1826–1832: John Wood, wigowie
- 1830–1832: Henry Hunt, radykałowie
- 1832–1847: Peter Hesketh-Fleetwood, Partia Konserwatywna
- 1832–1837: Henry Thomas Stanley, wigowie
- 1837–1841: Robert Townley Parker, Partia Konserwatywna
- 1841–1857: George Strickland, wigowie
- 1847–1852: Charles Grenfell, wigowie
- 1852–1857: Robert Townley Parker, Partia Konserwatywna
- 1857–1865: Charles Grenfell, Partia Liberalna
- 1857–1862: Richard Cross, Partia Konserwatywna
- 1862–1872: Thomas Fermor-Hesketh, Partia Konserwatywna
- 1865–1868: Frederick Stanley, Partia Konserwatywna
- 1868–1881: Edward Hermon, Partia Konserwatywna
- 1872–1882: John Holker, Partia Konserwatywna
- 1881–1885: William Ecroyd, Partia Konserwatywna
- 1882–1882: Henry Cecil Raikes, Partia Konserwatywna
- 1882–1906: William Edward Murray Tomlinson, Partia Konserwatywna
- 1885–1903: Robert Hanbury, Partia Konserwatywna
- 1903–1906: John Kerr
- 1906–1910: John Thomas Macpherson
- 1906–1910: Harold Cox, Partia Liberalna
- 1910–1922: George Frederick Stanley, Partia Konserwatywna
- 1910–1915: Alfred Aspinall Tobin
- 1915–1918: Urban Broughton, Partia Konserwatywna
- 1918–1931: Thomas Shaw, Partia Pracy
- 1922–1924: James Philip Hodge, Partia Liberalna
- 1924–1929: Alfred Kennedy, Partia Konserwatywna
- 1929–1931: William Jowitt, Partia Liberalna
- 1931–1940: Adrian Moreing, Partia Konserwatywna
- 1931–1936: William Kirkpatrick, Partia Konserwatywna
- 1936–1945: Edward Cobb, Partia Konserwatywna
- 1940–1945: Randolph Frederick Churchill, Partia Konserwatywna
- 1945–1946: John William Sunderland, Partia Pracy
- 1945–1950: Samuel Segal, Partia Pracy
- 1946–1950: Edward Shackleton, Partia Pracy

### Deputowani po 1983
- 1983–1987: Stanley Thorne, Partia Pracy
- 1987–2000: Audrey Wise, Partia Pracy
- 2000–: Mark Hendrick, Co-operative Party